# Gaj Sempronij Grakh
Gaj Sempronij Grakh (Gaius Sempronius Gracchus), rimski politik, * okoli 160 pr. n. št., † 121 pr. n. št.
Gaj Sempronij Grakh je bil tako kot njegov starejši brat Tiberij Sempronij Grakh vzgojen v duhu helenizma. 

## Delo in poklici
- 126 pr. n. št. kvestor na Sardiniji,

- 123 pr. n. št. tribun (prvi mandat),

Kot tribun je skušal omejiti oblast senata, v katerem so bili aristokrati. Okrepil je neodvisnost sodstva, tako da je viteštvu (equites) omogočil sodne službe. Nižje sloje je na svojo stran dobil z razdeljevanjem žita. Plebejci so ga imeli radi tudi zaradi njegovega načrta o kolonizaciji severne Afrike, (Kartagine). 
- 122 pr. n. št. tribun (drugi mandat)

V tem mandatu je nameraval podeliti rimsko državljanstvo tudi latinsko govorečim prebivalcem zunaj Rima, a so temu Rimljani silovito nasprotovali.
- 121 pr. n. št. kandidat za tribuna, a mu ni uspelo.

## Upor proti senatu
Ko ni bil ponovno izvoljen za tribuna, se je senat odločil ukiniti kolonijo Kartagina. Temu se je Gaj Grakh odločno uprl. Takrat je prišlo do nemirov. Senat je nadenj poslal vojsko, ta pa je pokončala okrog 3000 Grakhovih privržencev. Z njegovo smrtjo se je začel razpad Rimske republike.
1. 1 2  Digital Prosopography of the Roman Republic